# Saint-Georges-de-la-Mine
Pour un article plus général, voir Forts de la côte ghanéenne.
Saint-Georges-de-la-Mine (en portugais São Jorge da Mina) est un fort construit par les Portugais en 1482 à Elmina au Ghana. C'est, avec le fort Saint Jacques, l'un des deux forts bâtis par les Européens dans ce lieu commercial de la côte de Guinée. Il est à l'origine de la ville d'Elmina et de son nom, ainsi que de l'importance commerciale de la côte de l'Or, important lieu de la traite négrière. Depuis 1979, le fort Saint-Georges-de-la-Mine fait partie des forts de la côte ghanéenne inscrits sur la liste du patrimoine mondial de l'Unesco.

## Historique

### Brève présence normande
Il semblerait - selon des récits historiques du XVIIe siècle, basés sur des documents d'archives détruits ultérieurement - que le site aurait été visité par des marins en provenance de Dieppe (en Normandie) en 1383 et abandonné en 1414,.

### Le fort portugais de Saint-Georges-de-la-Mine (1482-1637)
En 1470, cherchant à s'approvisionner en or, des marins portugais arrivent sur la Côte de l'Or, devant un gros village situé de part et d’autre de l’embouchure d’un fleuve que les habitants nomment la Benya. Comme la moitié ouest appartient au royaume Fetu, et l’autre à celui d’Eguafo, les Portugais nomment l’agglomération « Aldeia das duas Partes », ou « Village en deux parties ».

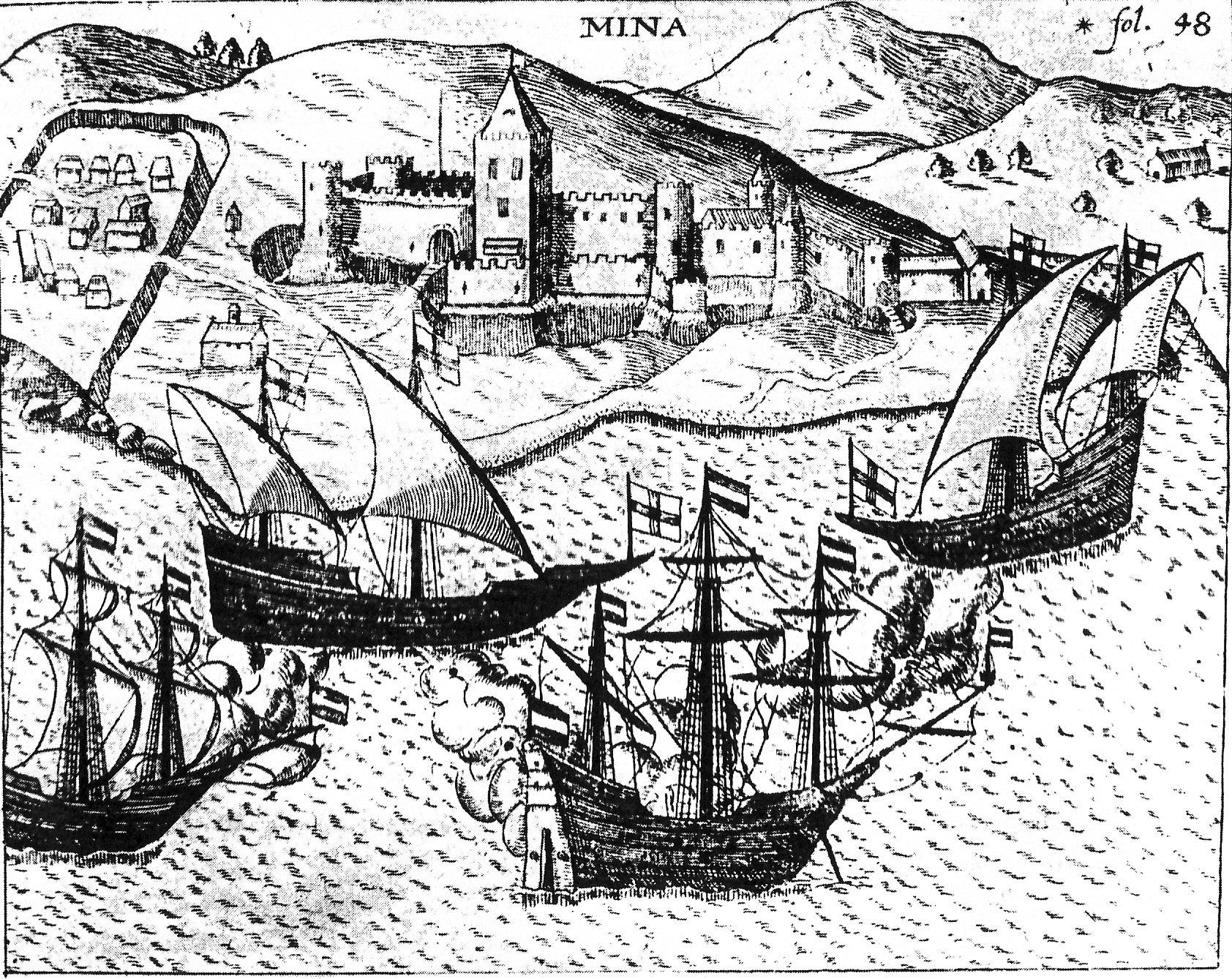
Le fort portugais d'Elmina entre 1610 et 1624.

L'or du Ghana, jadis exporté via le Sahara, est désormais vendu majoritairement aux Portugais, attisant la convoitises des autres nations européennes. En 1482, afin de se protéger leurs filières d'approvisionnement, l'explorateur Diogo de Azambuja arrive avec 600 hommes, dont une centaine de maçons, à bord de dix caravelles dont les cales sont remplies des matériaux nécessaires à la construction d'un premier fort. Il négocie avec le roi local d’Eguafo, Nana Kwamena Ansah. Après avoir insisté sur les beautés du catholicisme et lui avoir proposé de se convertir, il lui demande l’autorisation de construire un fort sur les hauteurs de son village. Après un premier refus, il faut à Azambuja jouer de toute sa rhétorique et offrir beaucoup de cadeaux pour que les ouvriers se mettent au travail. 20 jours plus tard, ils achèvent la première enceinte du fort sur un plan carré avec quatre tours. Ainsi commence l'implantation portugaise sous le nom de São Jorge da Mina (Saint-Georges-de-la-Mine), premier comptoir commercial construit sur la côte de Guinée, et plus ancienne construction européenne qui existe encore aujourd'hui au sud du Sahara.
Le succès de la construction est immédiat, et les richesses débarquées à Lisbonne encouragent la création de la Compagnie de Guinée qui étend les affaires sur l’ensemble de la Côte. Ainsi furent construits le fort Saint-André d’Axim, celui d’Accra, et le comptoir de Shama.
D'abord établi comme un comptoir commercial, le fort Saint-Georges-de-la-Mine devient assez rapidement la tête de pont portugaise de toute l’Afrique de l’Ouest, et un des principaux centres de traite négrière de la toute la côte de Guinée. Cette activité fera la fortune de la cité.

### Après la disparition du monopole portugais: une colonie néerlandaise (1637-1872)
Les Hollandais ne reconnaissaient pas le monopole portugais sur cette région du monde qui procédait d'un accord entre Portugais et Espagnols concrétisé par les traités d'Alcaçovas (1479) et de Tordesillas (1494). Après deux batailles, la Compagnie néerlandaise des Indes occidentales s'empare en 1637 du fort de Saint Georges de la Mine avec l'aide de l'Eguafo voisin. Les Hollandais s'emparèrent donc des différentes installations militaires et commerciales portugaises de la côte de l'Ouest africain. Le commerce des esclaves continue avec les Néerlandais jusqu'à l'interdiction de la traite en 1814.

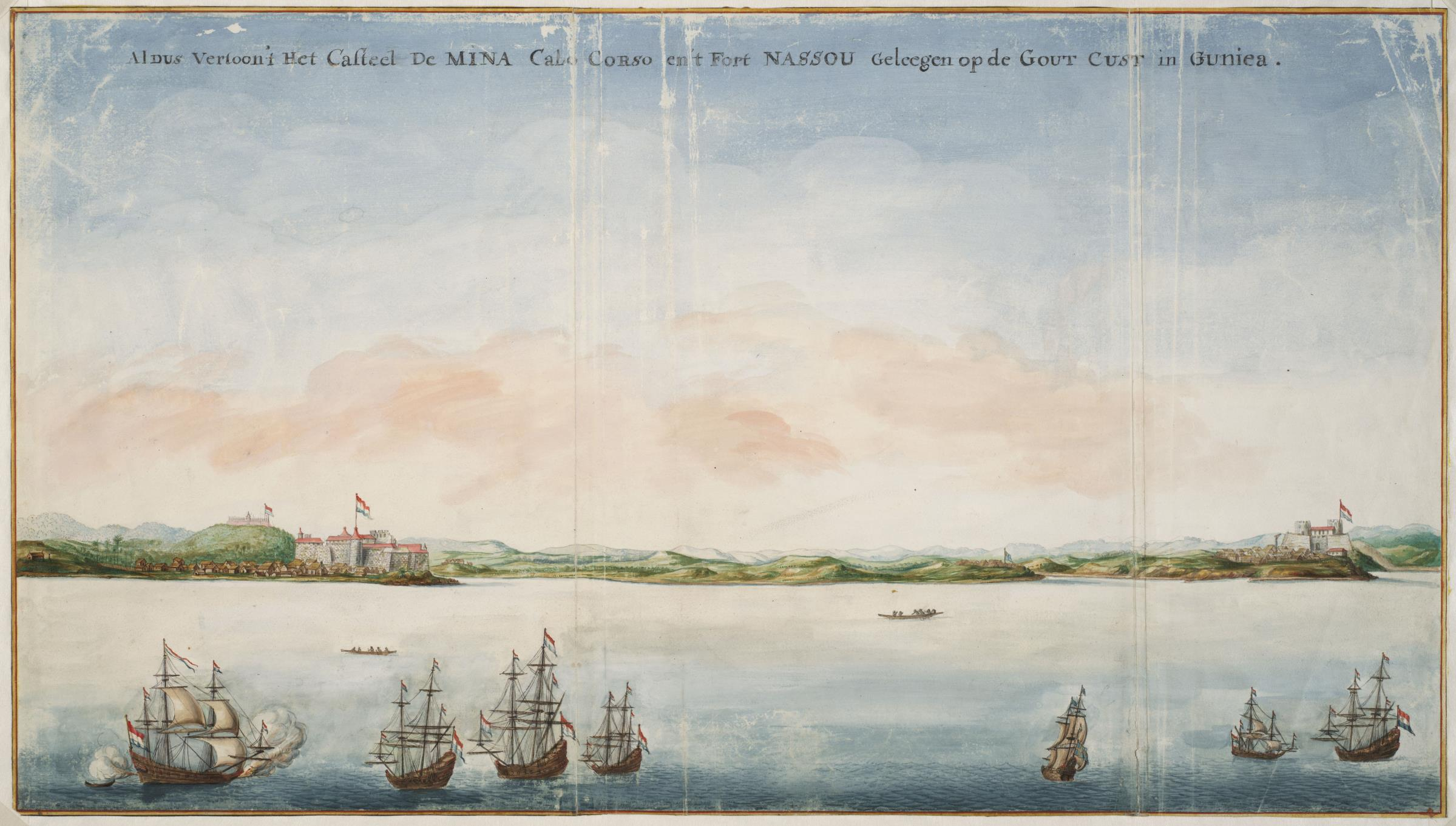
Le fort d'Elmina vers 1665.
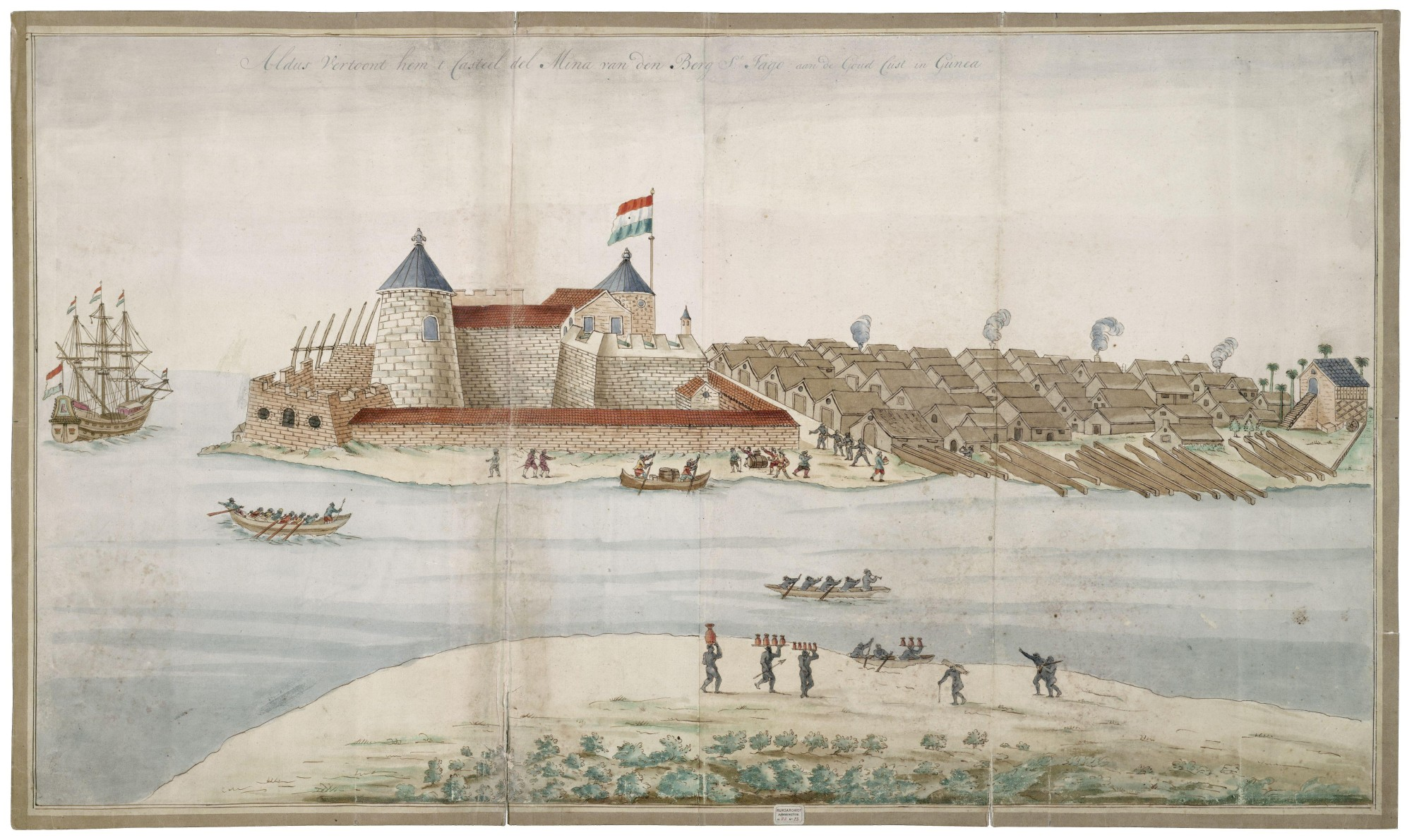
En 1706.
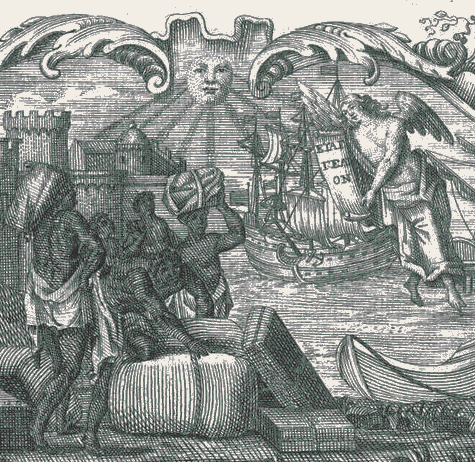
Esclaves à Elmina en 1742.
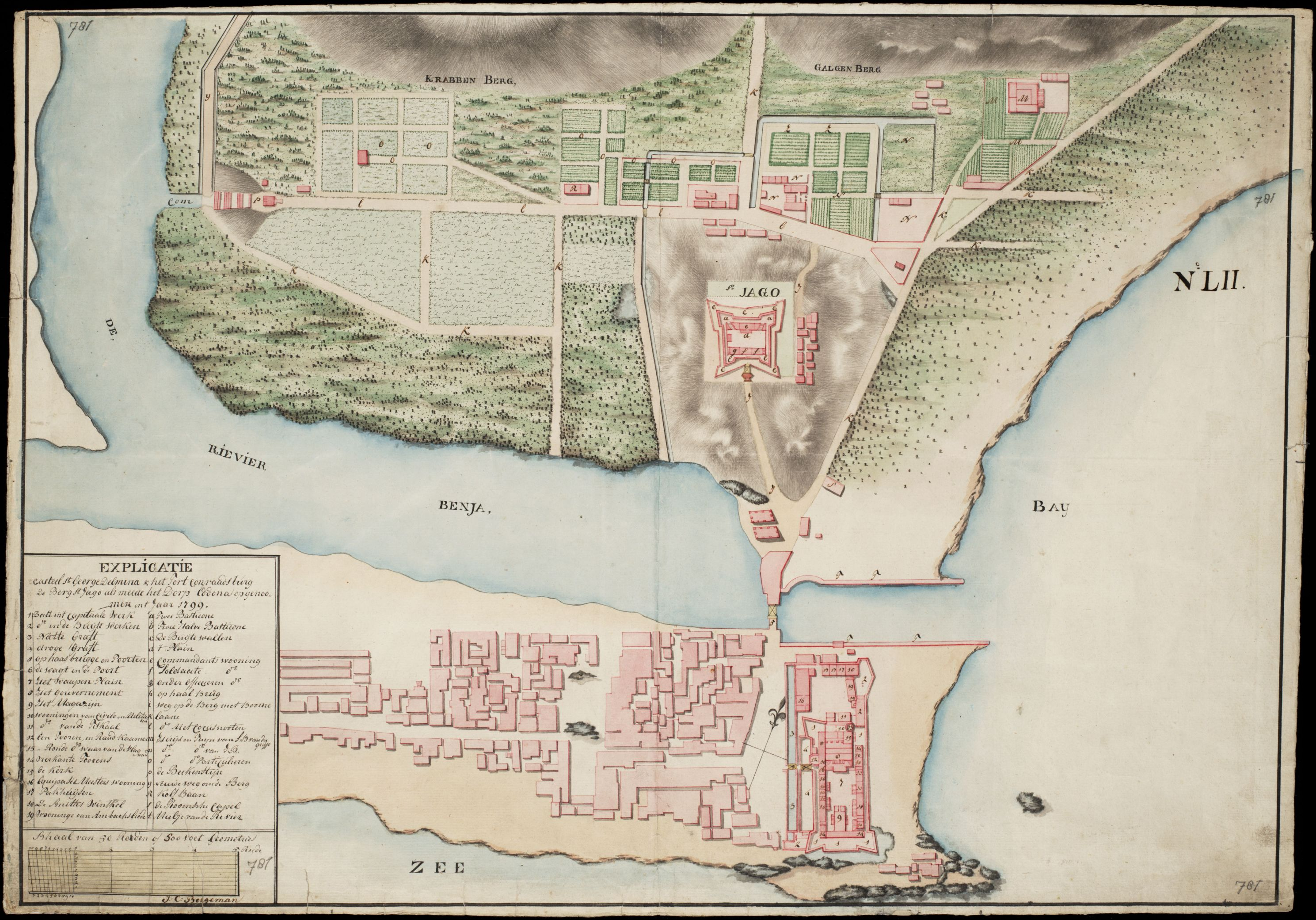
Plan d'Elmina en 1799.
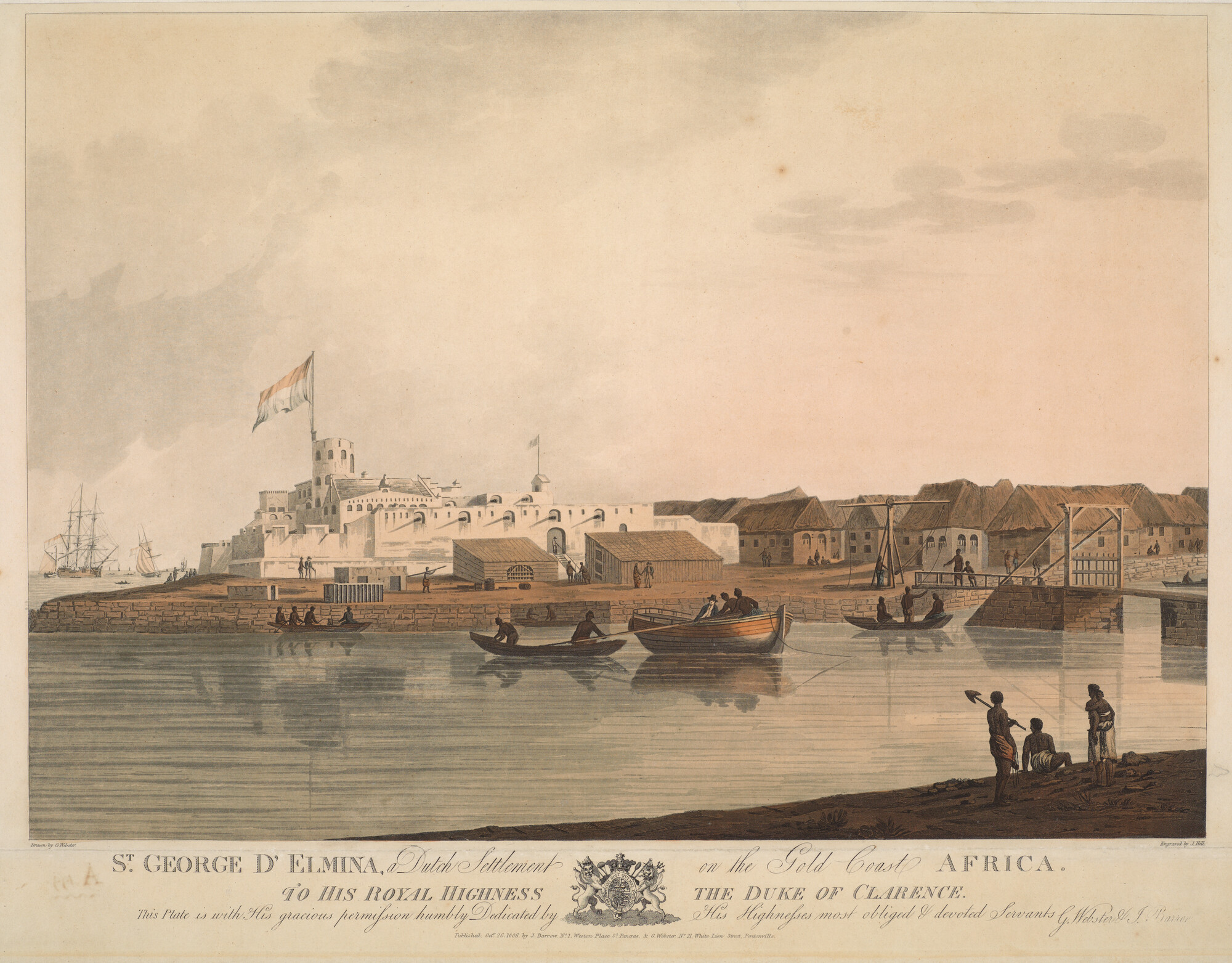
Le fort en 1806.
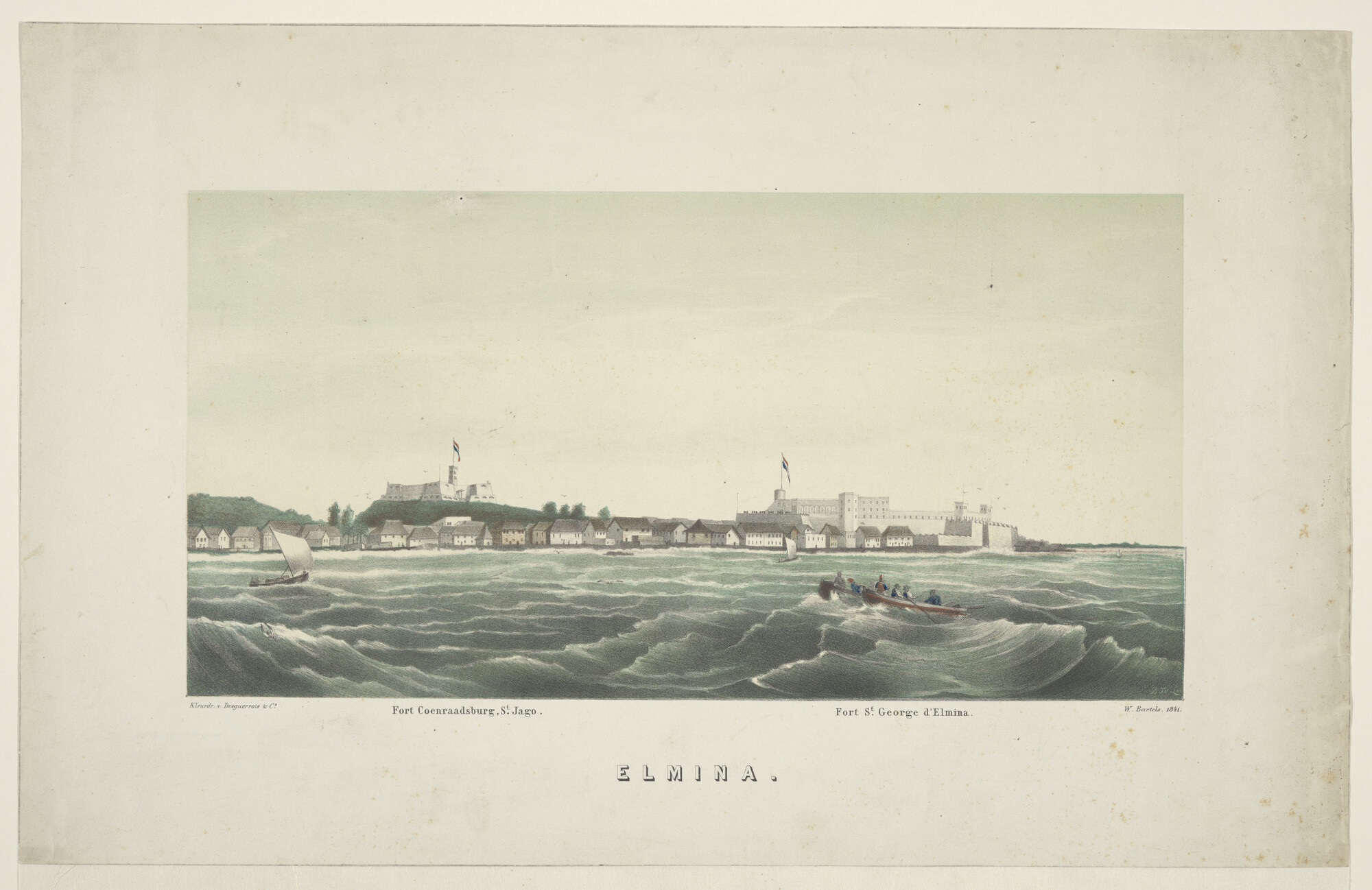
Les forts Saint Jago et Saint-Georges en 1850.
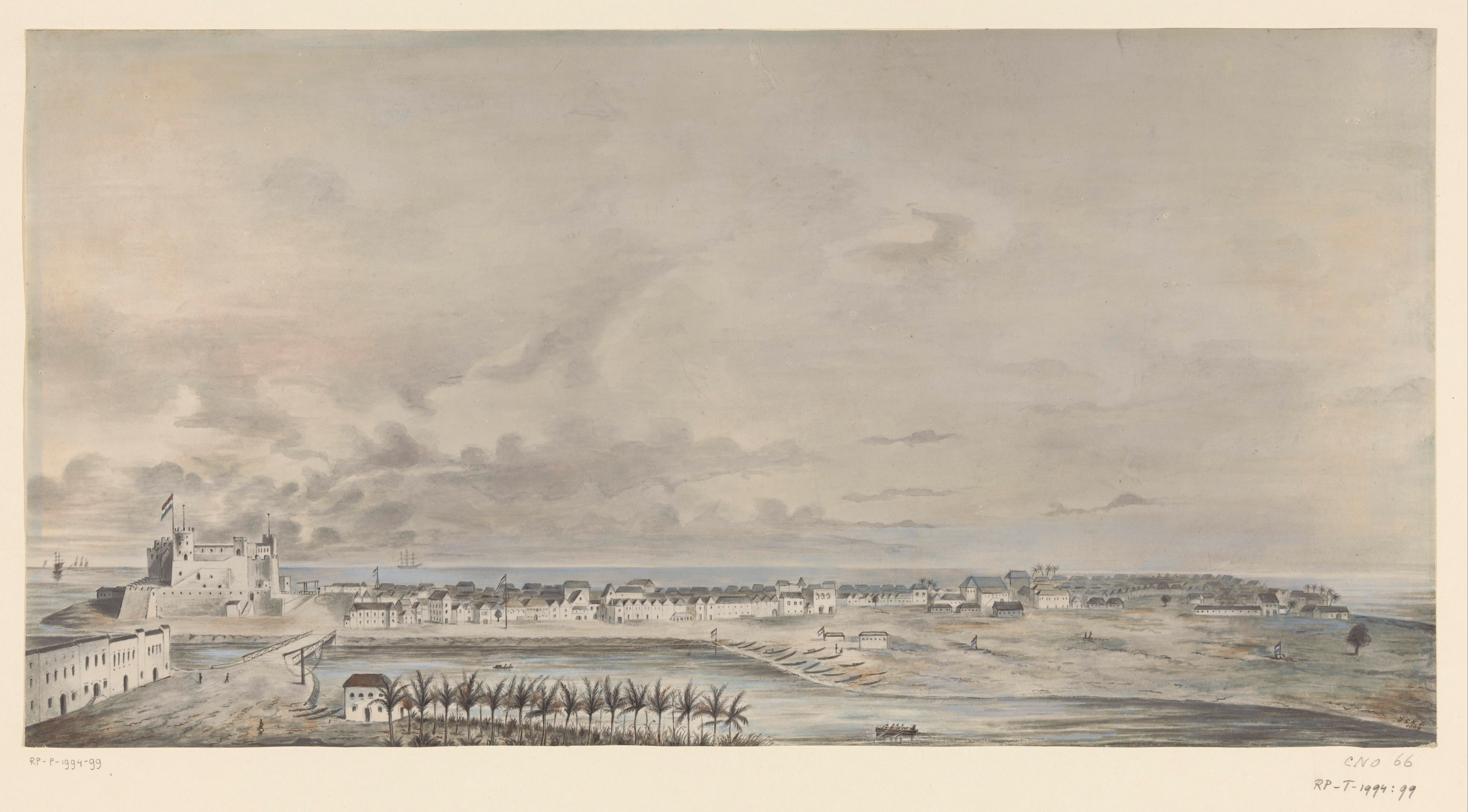
Vue d'Elmina en 1869.

### Vente de la colonie aux Britanniques (1872-1957)
En 1872 la Côte de l'Or, y compris le fort, devient une possession de l'Empire britannique. 

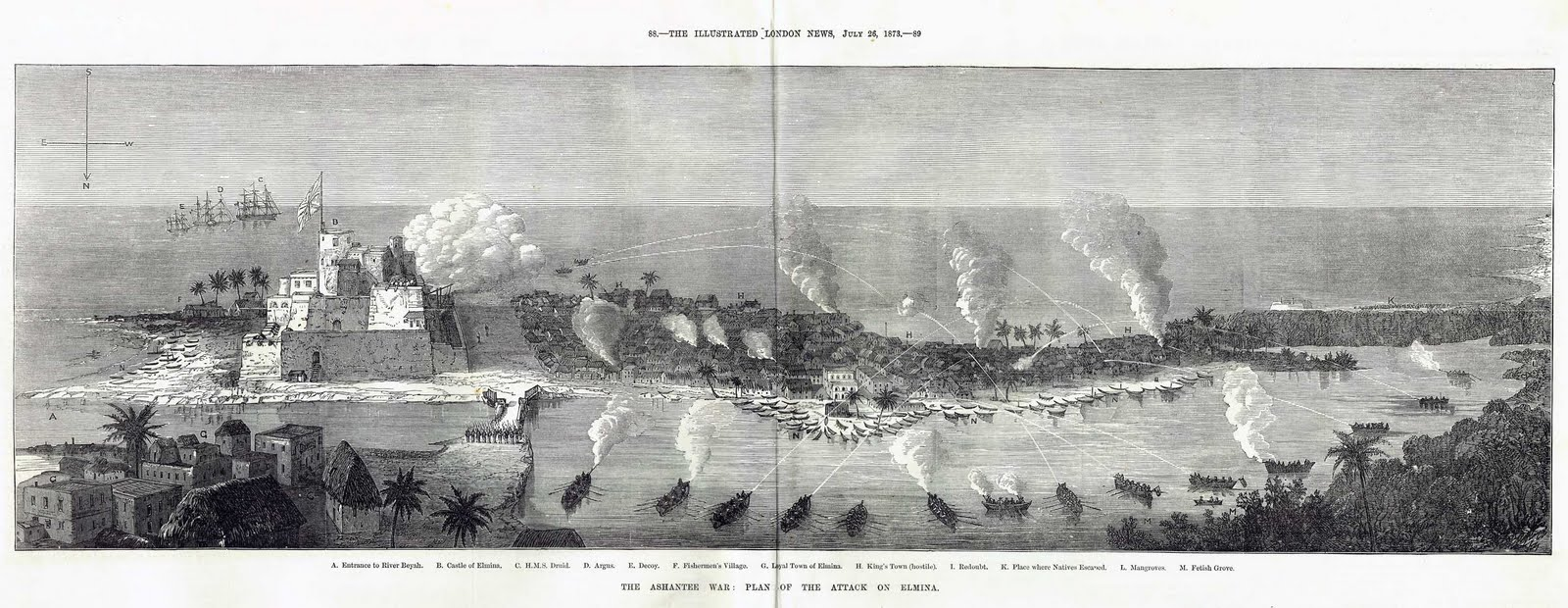
Bombardements britanniques sur Elmina lors de la Troisième guerre anglo-ashanti de 1873.
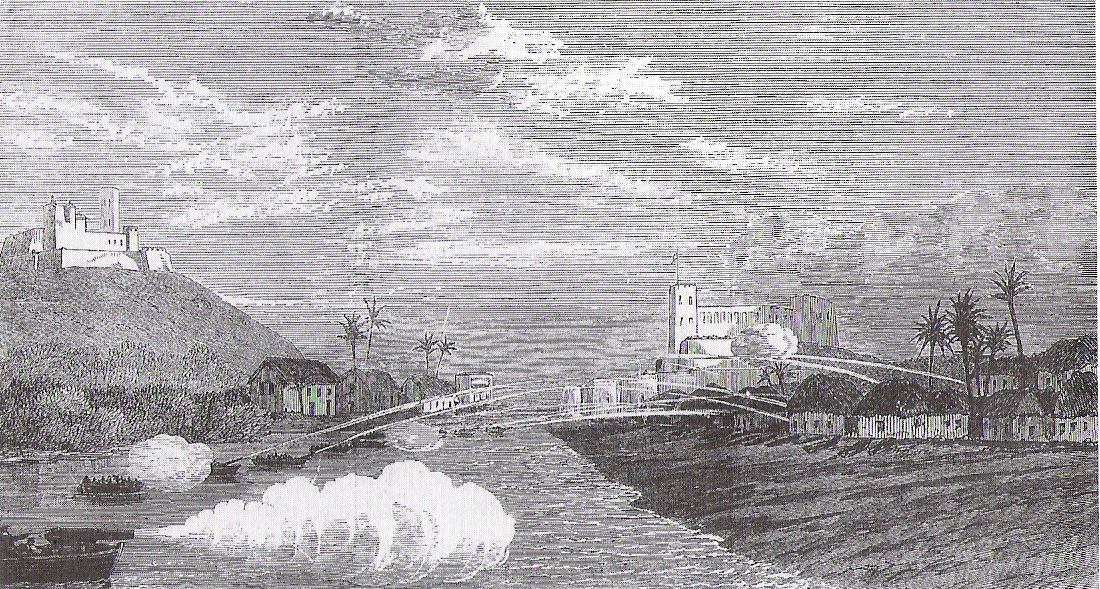
Bombardements britanniques sur Elmina lors de la Troisième guerre anglo-ashanti de 1873.
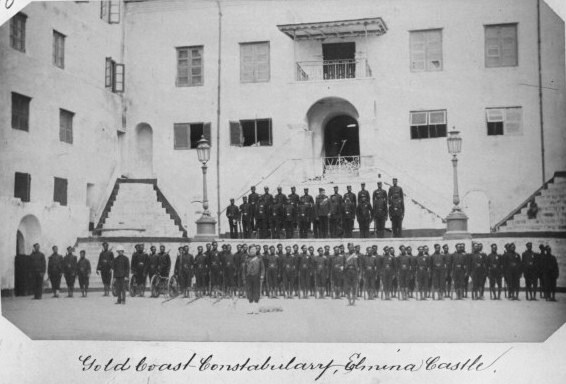
Police de la colonie britannique de la Côte de l'Or, dans le fort d'Elmina, vers 1870.
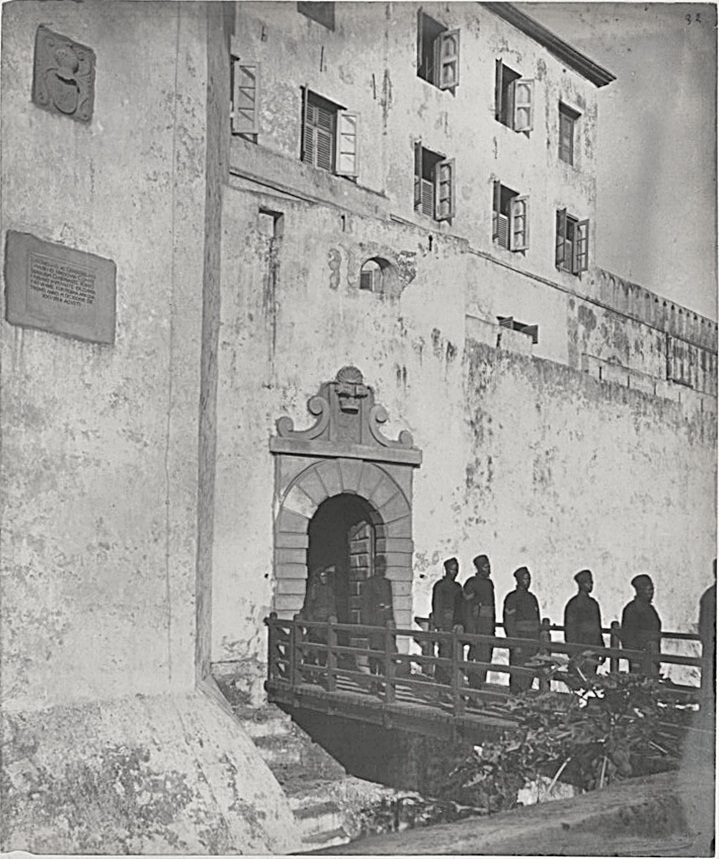
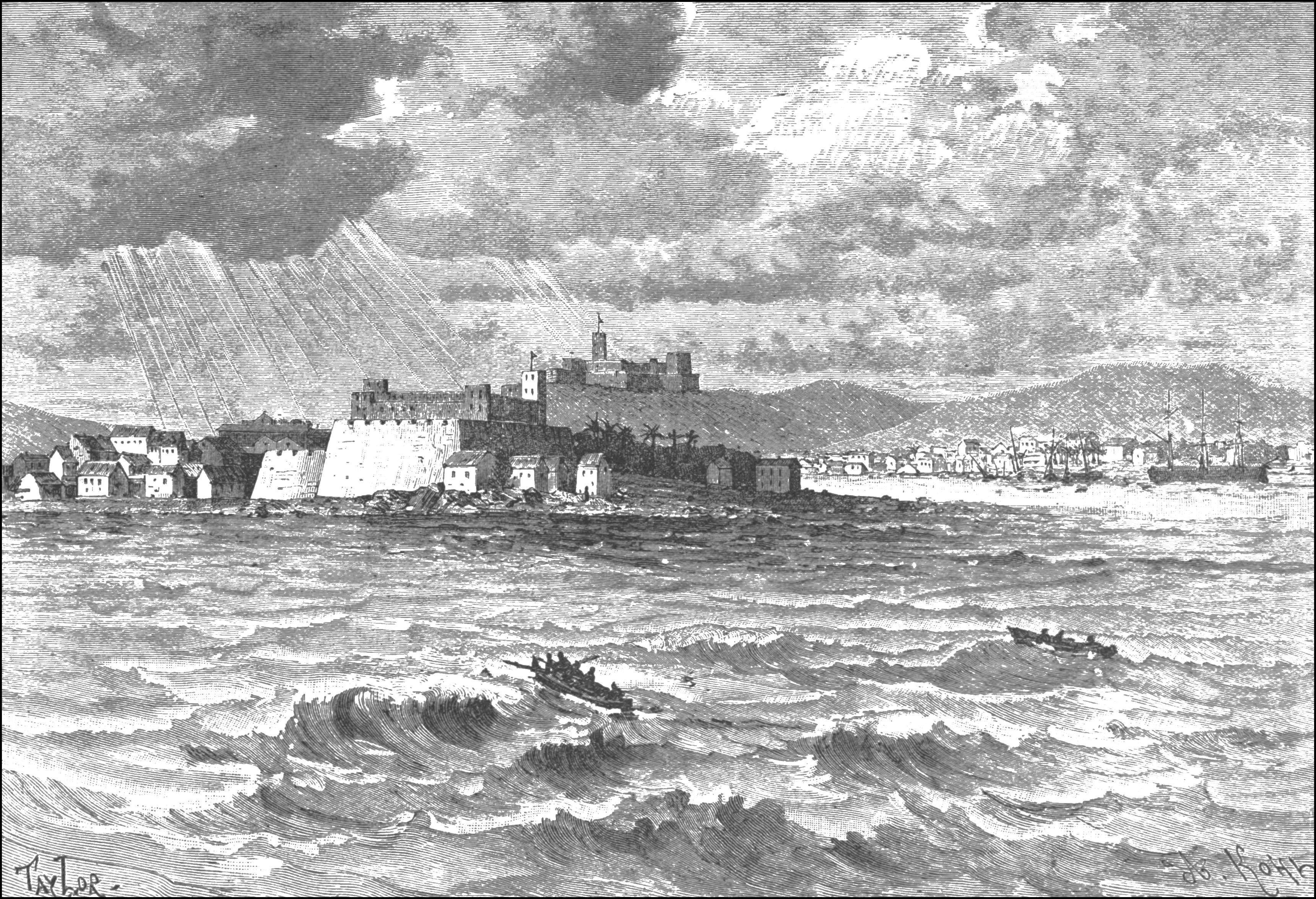
Vue du fort en 1892.

### Indépendance du Ghana en 1957
La colonie devient indépendante en 1957 sous le nom de Ghana, et la ville attenante au fort prend le nom d'Elmina.
En 1979, il est inscrit sur la liste du patrimoine mondial de l'Unesco, avec 25 autres forts de la côte ghanéenne, sous le nom de « Forts et châteaux de Volta, d'Accra et ses environs, et des régions centrale et ouest ».

## Personnalité
- Jacobus Capitein est pasteur du Fort d'Elmina (1742-1747).

## Galerie

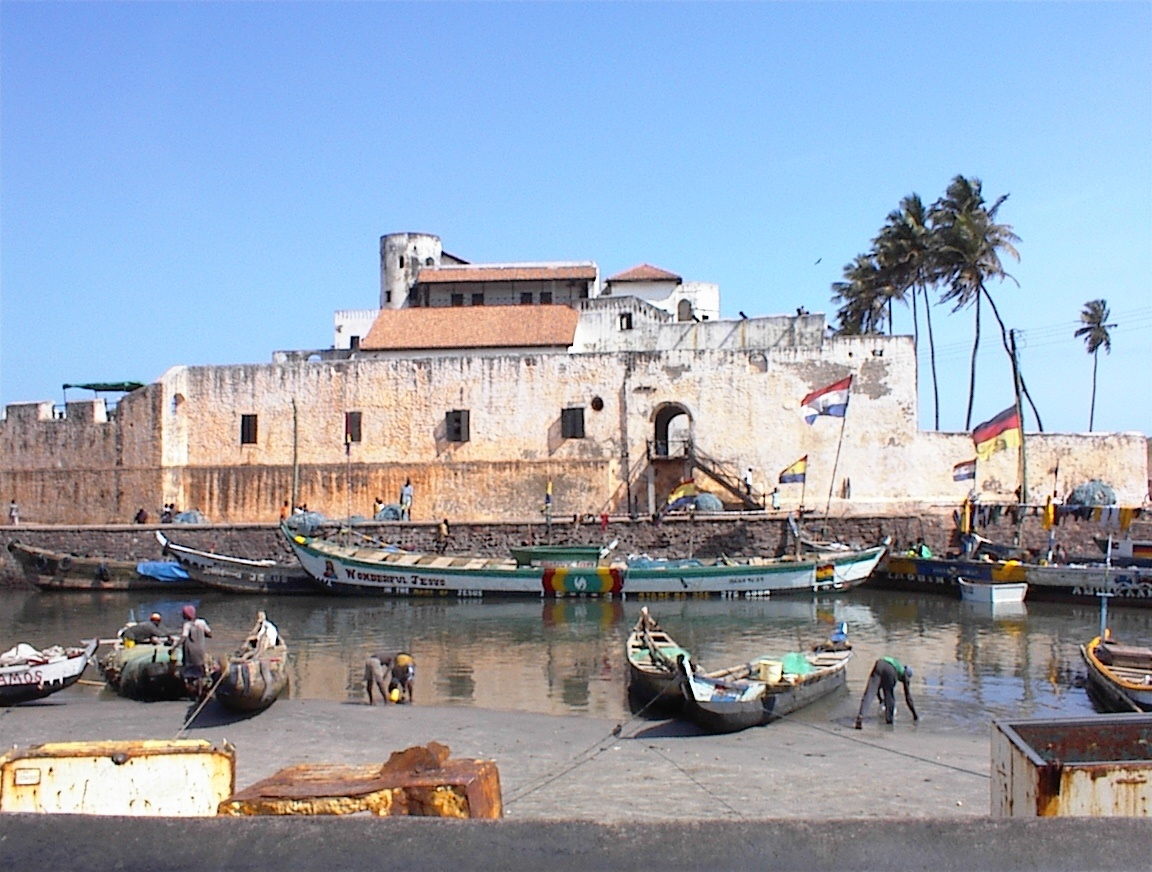
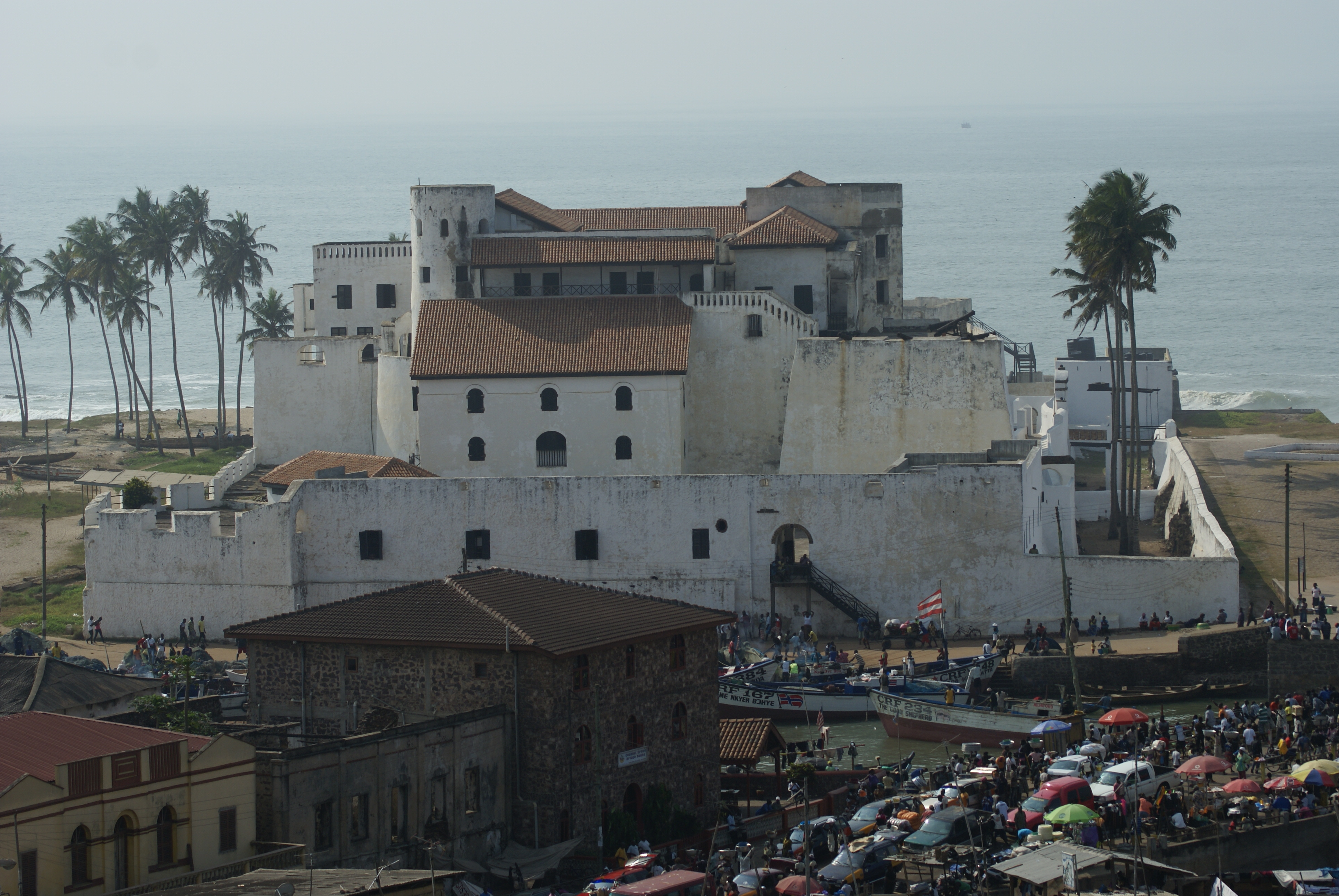
Le fort Saint-Georges, vu depuis le fort Saint Jago.
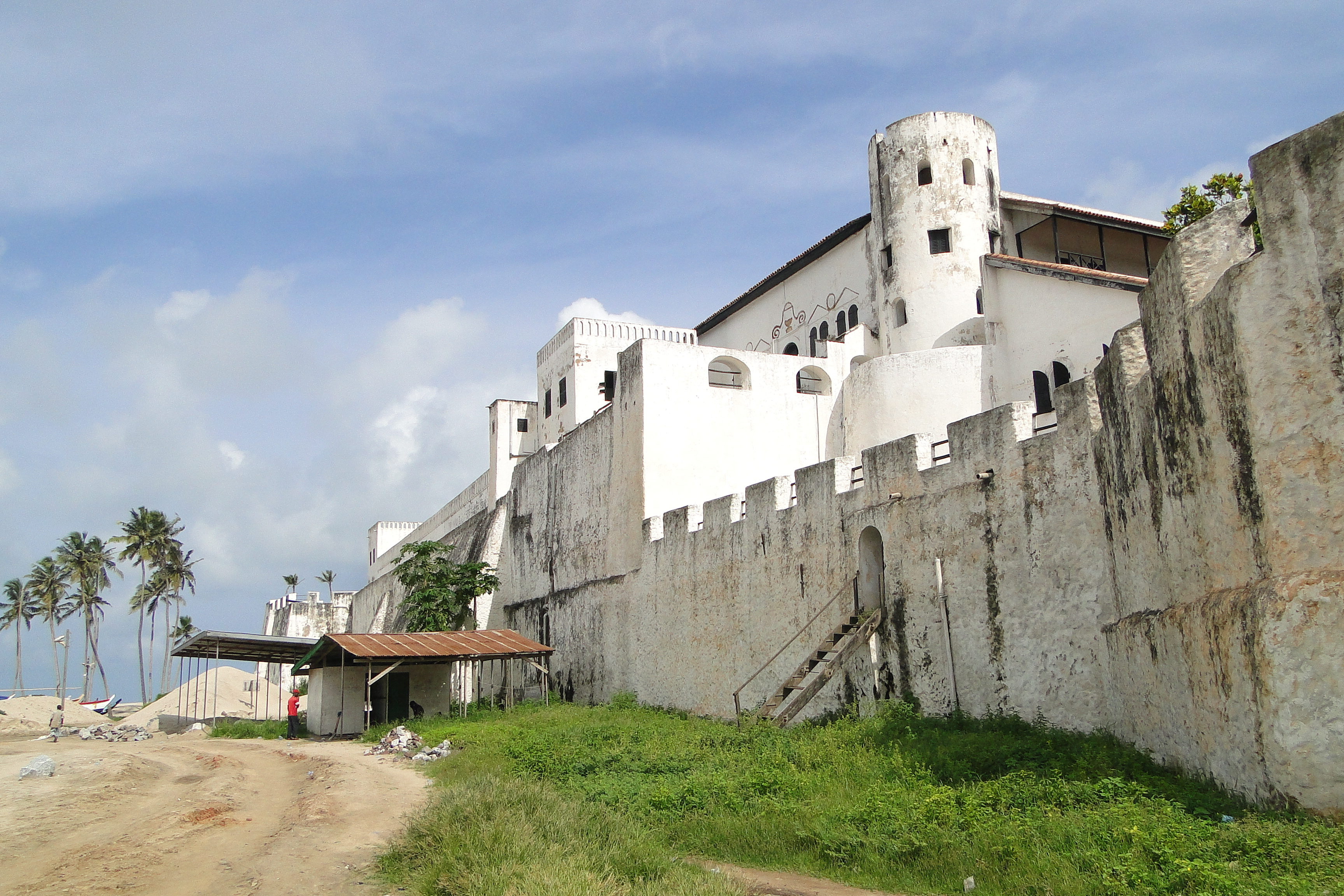
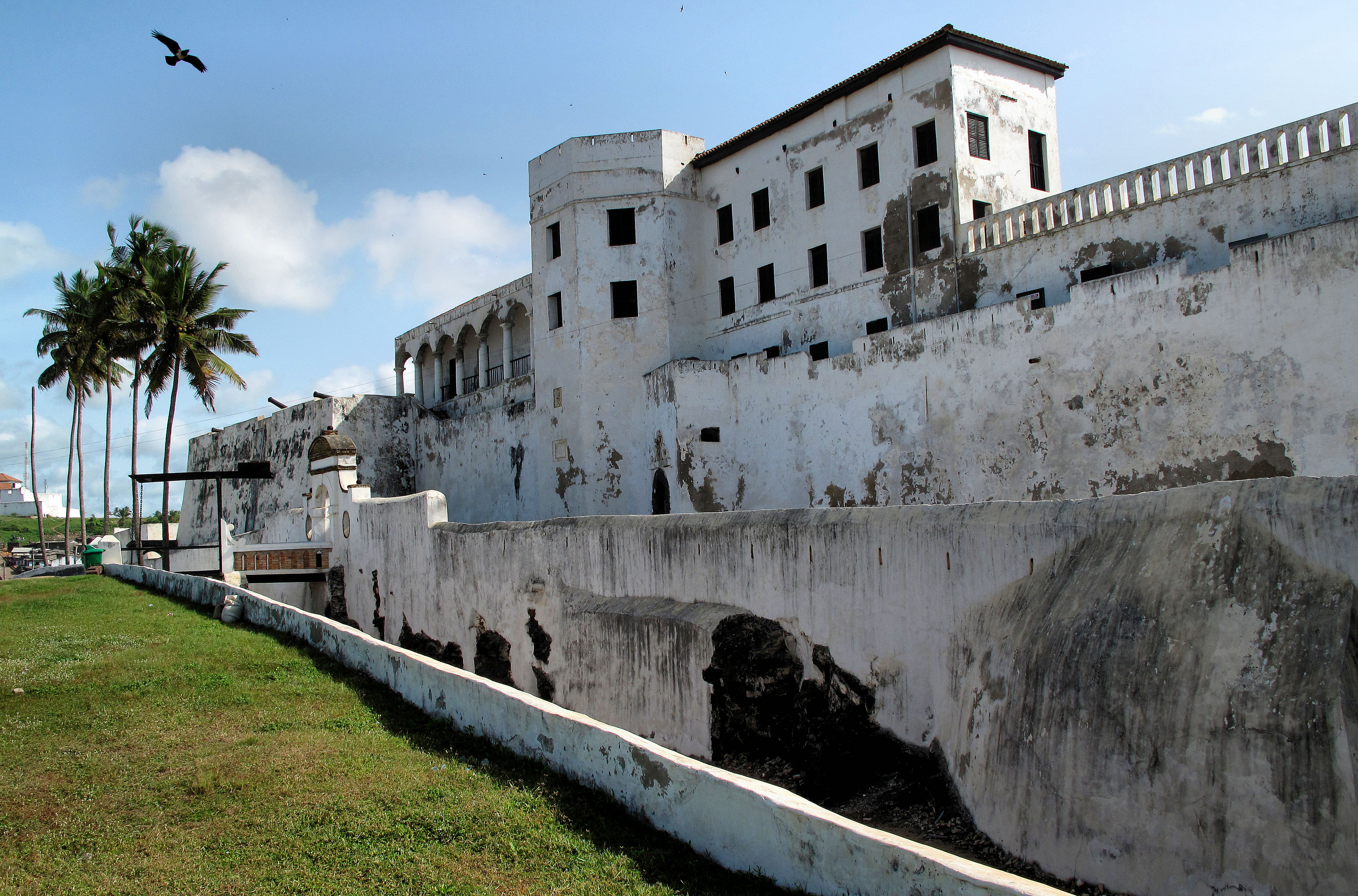
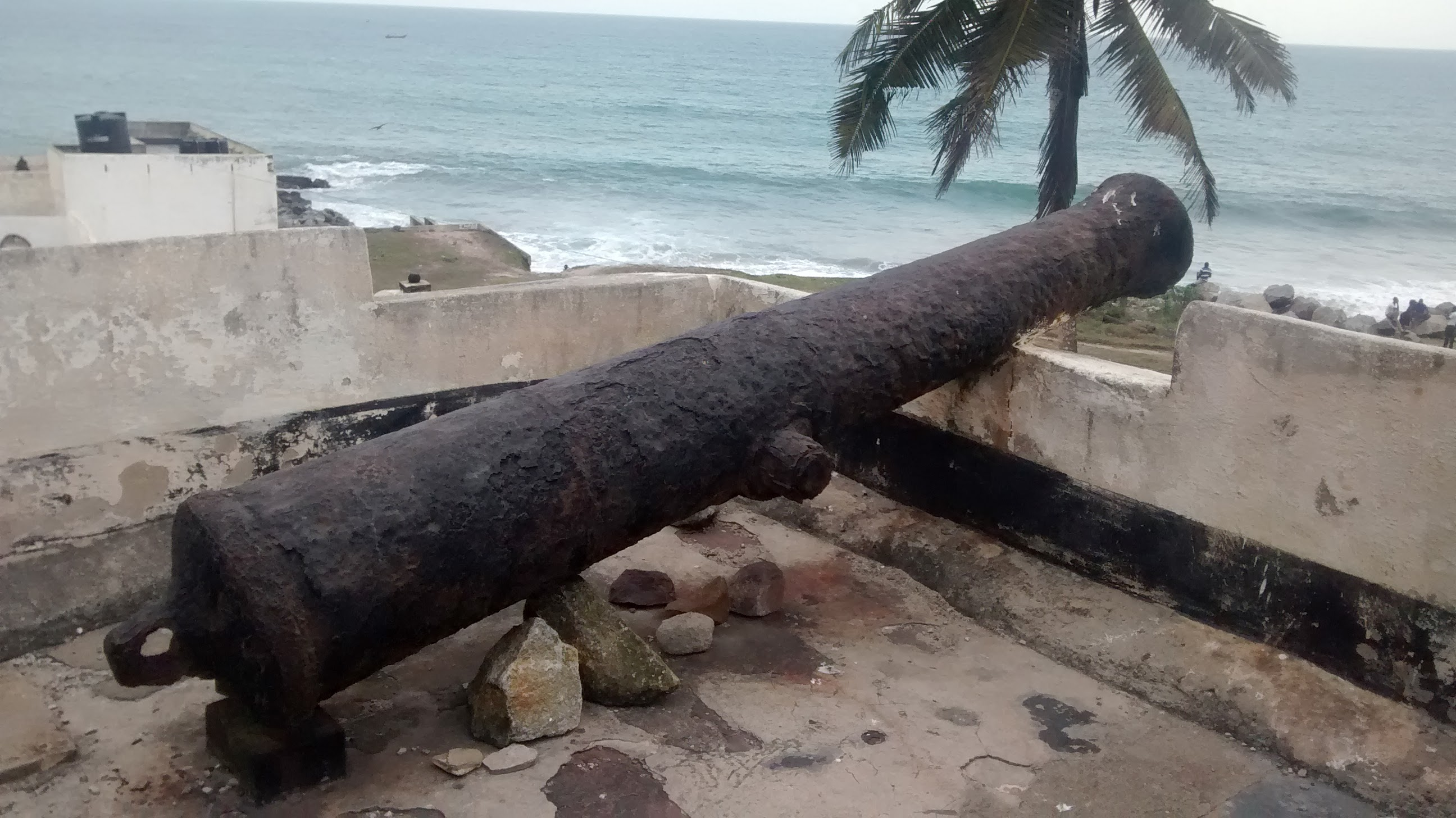
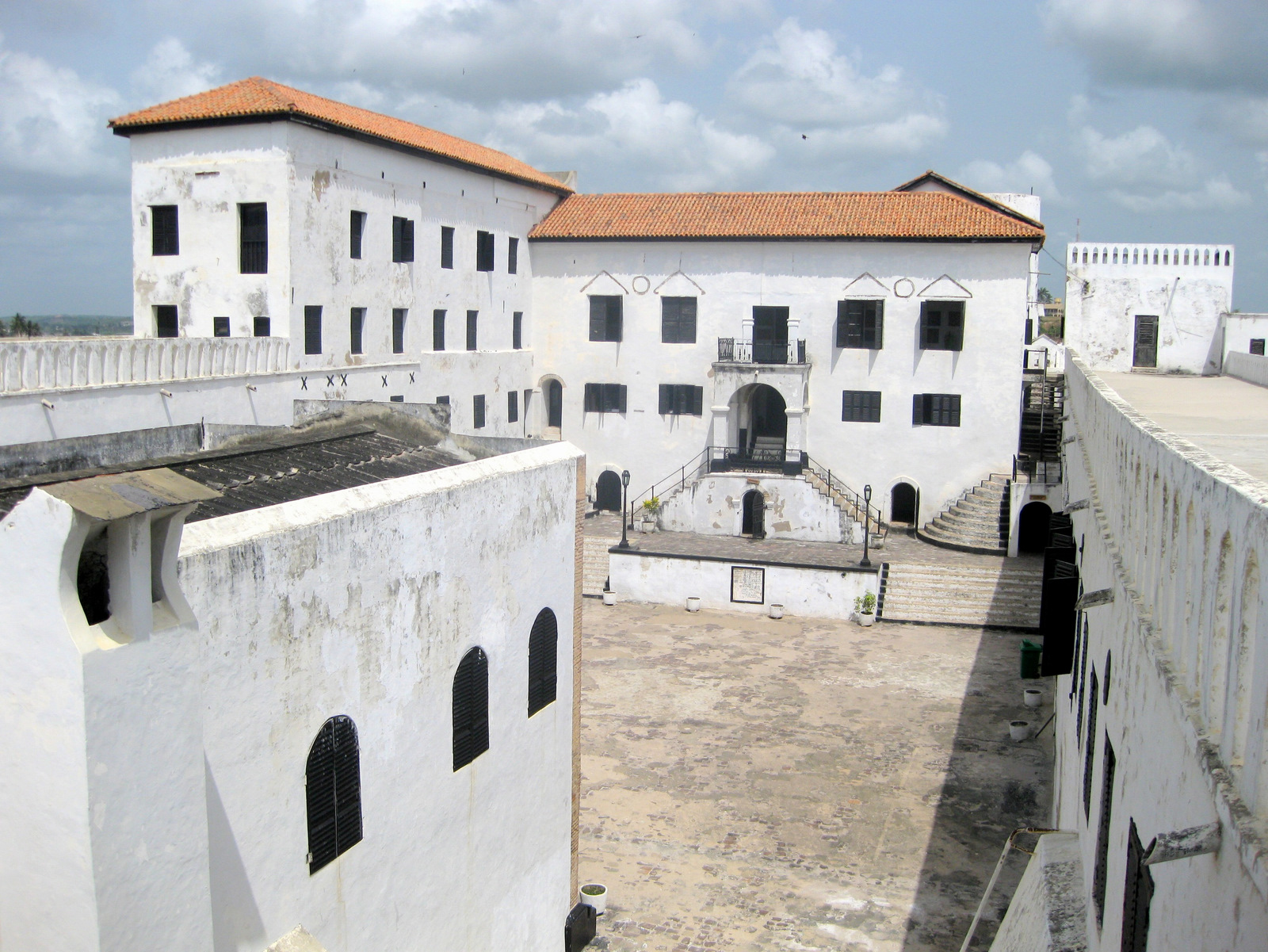
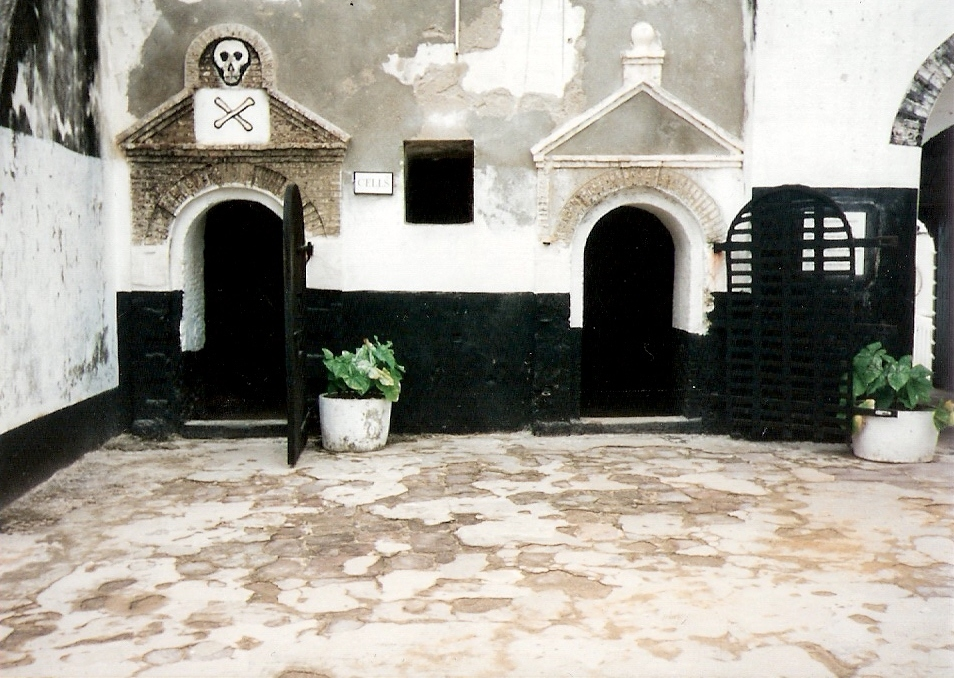
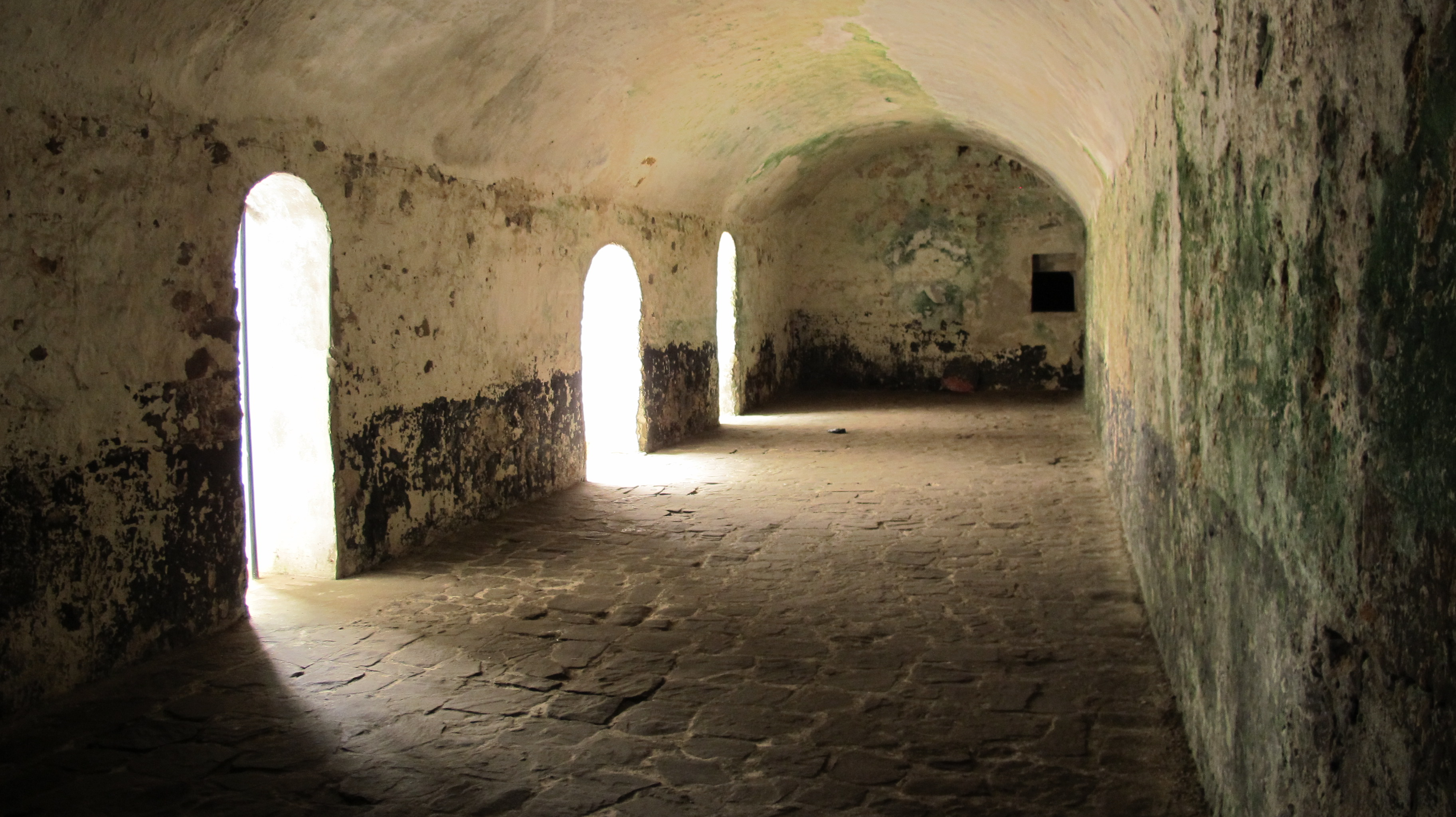
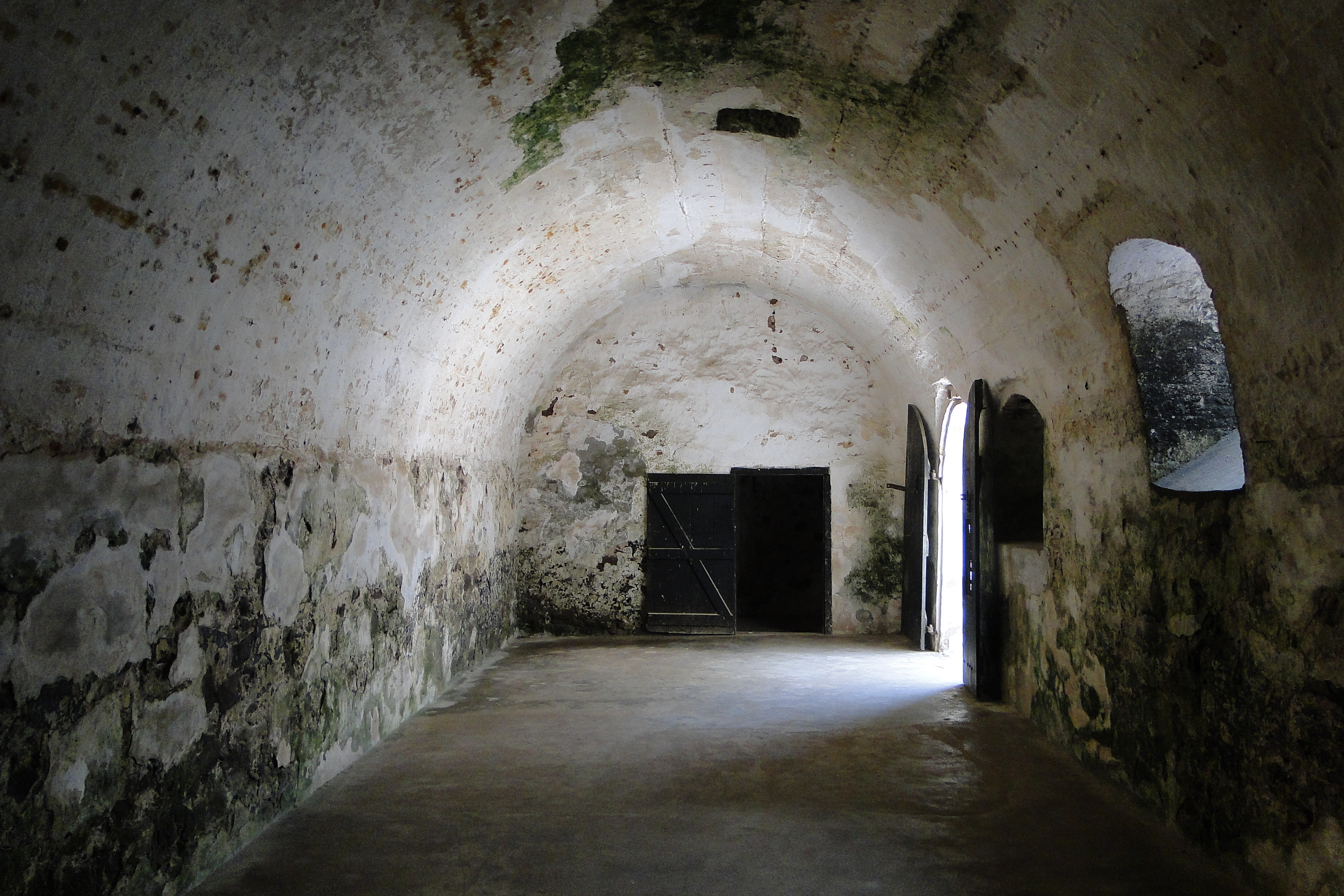
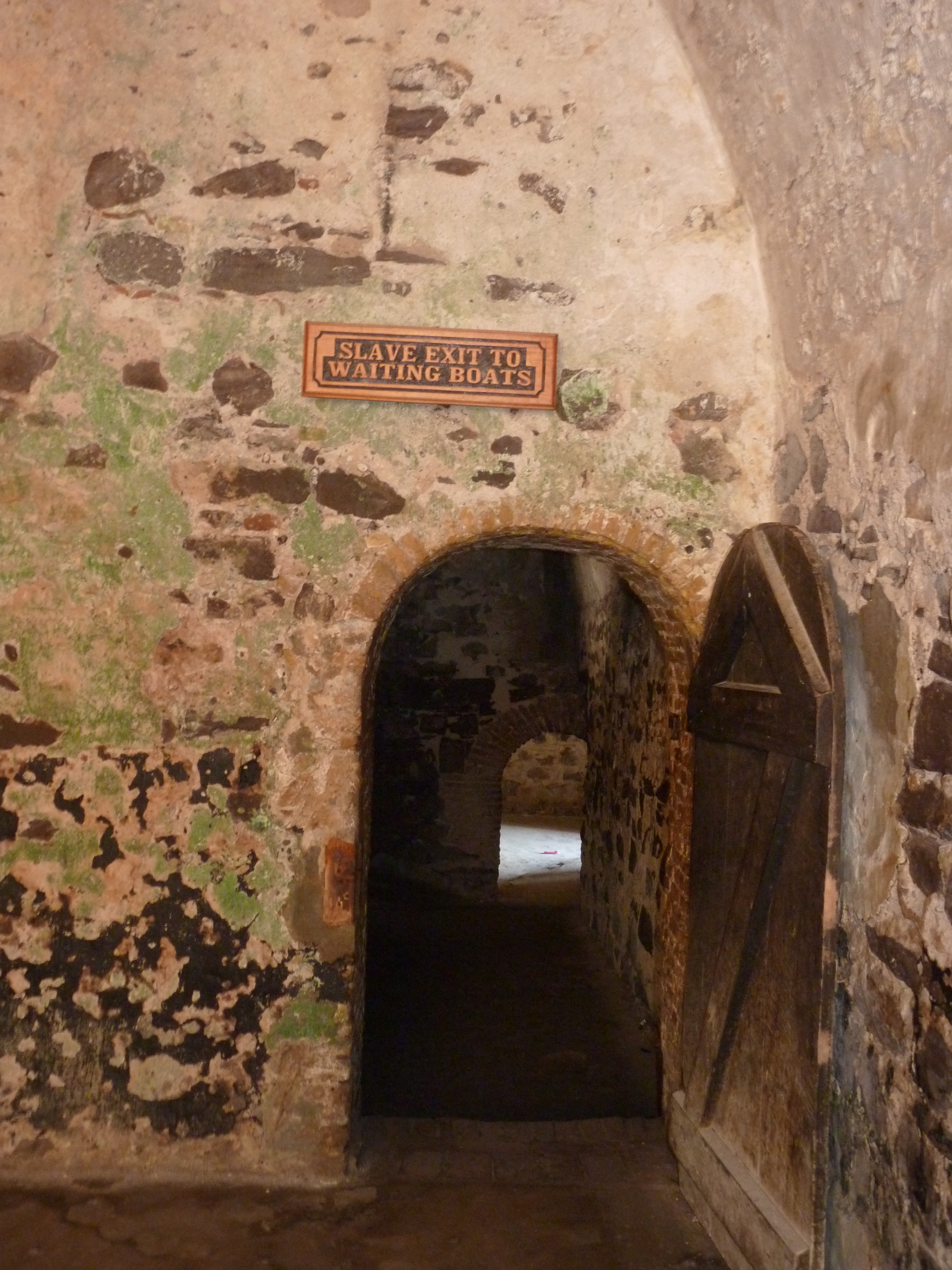
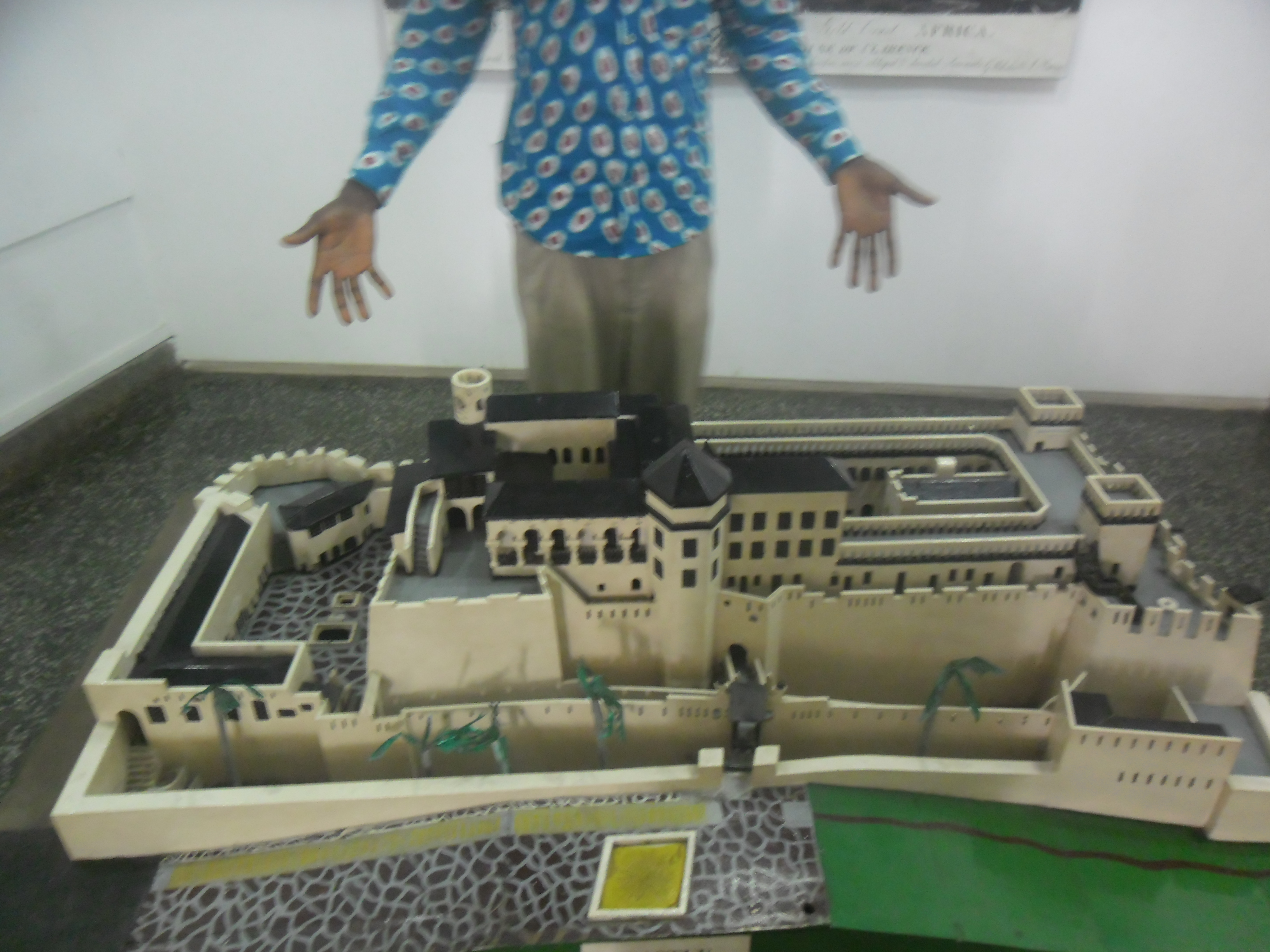
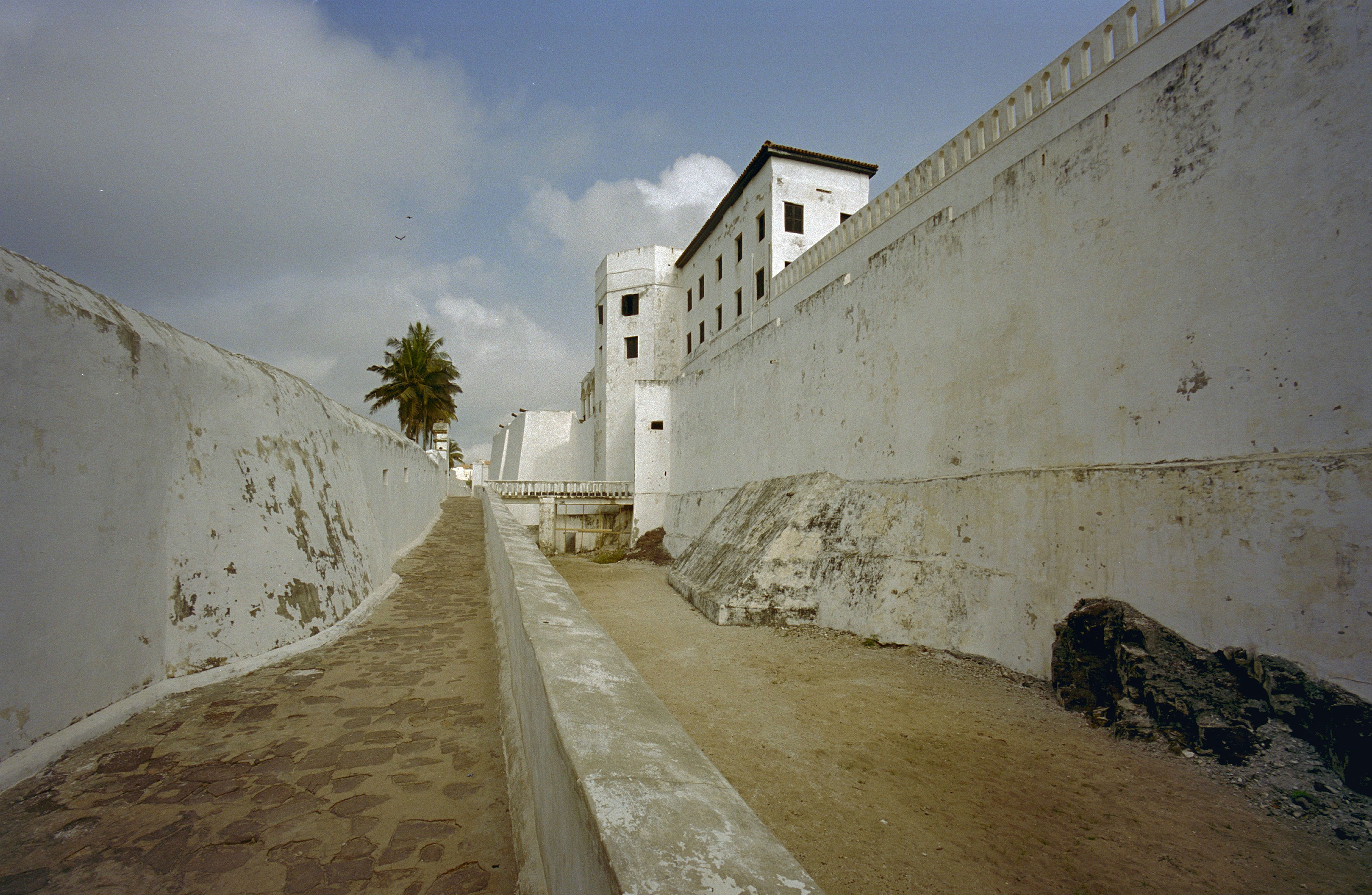
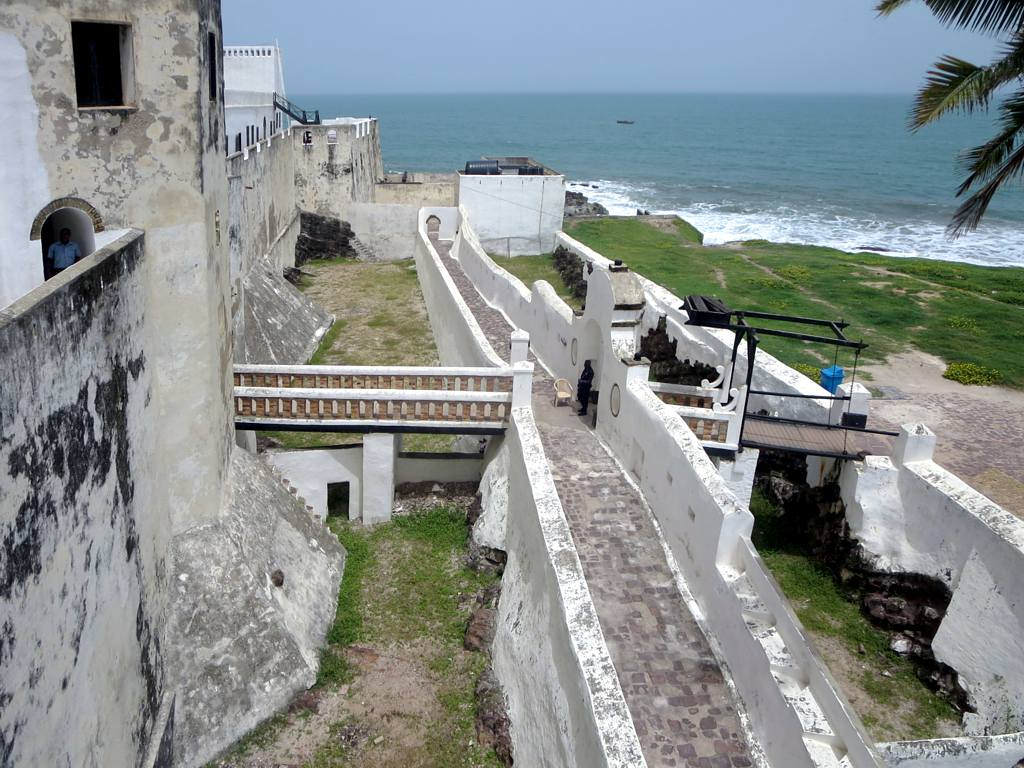

## Filmographie
- 1987 : Cobra Verde, film germano-ghanéen réalisé par Werner Herzog.